# Equação termoquímica
Uma equação termoquímica é uma forma de se representar uma reação química, semelhante a uma equação química comum, que informa a variação de entalpia resultante do processo, a pressão e a temperatura ambiente, podendo informar também os estados físicos dos reagentes e produtos. Quando não são informadas a pressão e a temperatura, considera-se as condições ambiente (também chamada de estado ou condição padrão de uma substância), onde pressão = 1 atm e temperatura = 25ºC, ou 298K. Exemplo de reação termoquímica:
{\displaystyle {\begin{matrix}{{\begin{matrix}{\frac {1}{2}}\end{matrix}}{O_{2}}_{(g)}+{H_{2}}_{(g)}\rightarrow {H_{2}O}_{(g)}}&{\Delta H=-240\ kJ/mol}\end{matrix}}\,\!}
{\displaystyle {\begin{matrix}2R\rightarrow 2P&\Delta H=2x\end{matrix}}\,\!}
O sinal da entalpia determina a quantidade de energia absorvida ou liberada pela reação. Uma entalpia positiva mostra uma reação endotérmica, que absorve energia. Uma entalpia negativa mostra uma reação exotérmica, que liberta energia.

## Notação alternativa
A notação padrão de fórmulas termoquímicas é a seguinte:
{\displaystyle {\begin{matrix}Reagentes\rightarrow Produtos&\Delta H=Energia\end{matrix}}\,\!}
Há também uma notação alternativa:
- Para as reações endotérmicas: {\displaystyle Reagentes+Energia\rightarrow Produtos\,\!}
- Para as reações exotérmicas: {\displaystyle Reagentes\rightarrow Produtos+Energia\,\!}

## Soma de reações termoquímicas
Da mesma forma que se faz em reações químicas comuns, é possível somar reações termoquímicas para eliminar coeficientes. Quando é necessário inverter uma reação, é necessário também inverter o sinal da variação de entalpia.
Exemplo:
{\displaystyle {\begin{matrix}A\rightarrow D&\Delta H=x\\B+D\rightarrow C&\Delta H=y\end{matrix}}\,\!}
Somando essas equações, obtém-se uma terceira:
{\displaystyle {\begin{matrix}A+B\rightarrow C&\Delta H=x+y\end{matrix}}\,\!}